# Il Socrate immaginario
Il Socrate immaginario è un'opera lirica di Giovanni Paisiello su libretto di Giovanni Battista Lorenzi. Come riportato dallo stesso Lorenzi, alla stesura del libretto partecipò anche l'abate Ferdinando Galiani, esponente dell'illuminismo napoletano.
Fu messa in scena la prima volta nell'ottobre del 1775 al Teatro Nuovo di Napoli, dove riscosse subito un gran successo, tant'è che il Re Ferdinando IV la volle rappresentare anche nel proprio Palazzo Reale il 23 dello stesso mese.

## Trama
Don Tammaro Promontorio da Modugno, un ricco possidente pugliese, ha perso la testa a causa delle troppe letture sui filosofi antichi e ora si crede lui stesso un filosofo. Prende così a modello la vita del suo prediletto Socrate, imitandone le abitudini e la vita. Dà nomi greci alle persone che lo circondano, è felice di essere maltratto dalla moglie, come lo era il suo idolo, e per lo stesso motivo decide di avere una seconda moglie e di far sposare la figlia al barbiere, che finge di essere suo seguace. Per impedire che egli porti a compimento i suoi folli progetti, i parenti stanno al gioco: fingono un'apparizione di Furie al fine di spaventarlo e poi gli fanno bere del sonnifero, facendolo passare per la famosa cicuta che uccise Socrate. Dopo il suo risveglio, la follia di Don Tammaro è scomparsa.

## Rappresentazione in tempi moderni
L'opera è stata recentemente rappresentata il 23 settembre 2005 al Teatro San Carlo di Napoli sotto la direzione di Antonino Fogliani, in una versione rielaborata da Roberto De Simone, il quale ne ha riscritto la drammaturgia e revisionato la musica.